# یواس‌اس اپلیکا (وای‌تی‌بی-۷۹۸)
یواس‌اس اپلیکا (وای‌تی‌بی-۷۹۸) (به انگلیسی: USS Opelika (YTB-798)) یک کشتی است که طول آن ۱۰۹ فوت (۳۳ متر) می‌باشد. این کشتی در سال ۱۹۶۶ ساخته شد.